# Cornwallita
La cornwallita, o cornwal·lita, és un mineral de la classe dels arsenats. Va ser anomenada així el 1846 per František Xaver Maximilian Zippe, per Cornualla, Anglaterra, la seva localitat tipus. És dimorf de la cornubita, i isostructural amb la pseudomalaquita, el seu anàleg d'arsènic.

## Característiques
La cornwallita és un rar mineral de coure amb fórmula Cu₅(AsO₄)₂(OH)₄. És el dimorf triclínic de la cornubita. Cristal·litza en el sistema monoclínic, predominantment de color verd amb un hàbit que forma radis o incrustacions fibroses. Forma una sèrie de solució sòlida amb la pseudomalaquita.
Segons la classificació de Nickel-Strunz, la cornwallita pertany a «08.BD - Fosfats, etc. amb anions addicionals, sense H₂O, només amb cations de mida mitjana, (OH, etc.):RO₄ = 2:1» juntament amb els següents minerals: pseudomalaquita, reichenbachita, arsenoclasita, gatehouseïta, parwelita, reppiaïta, ludjibaïta i cornubita.

## Formació i jaciments
Es presenta com un mineral secundari a la zona oxidada dels dipòsits de sulfur de coure, amb presència tant de coure com d'arsènic. Els minerals associats a la cornwallita inclouen: olivenita, cornubita, arthurita, clinoclasa, calcofil·lita, strashimirita, lavendulana, tirolita, spangolita, austinita, conicalcita, brochantita, atzurita i malaquita.
Als territoris de parla catalana ha estat descrita a la mina «Iris 18» d'Escornalbou, a Riudecanyes (Baix Camp, Tarragona).